# Masa transversal
En física de partículas, la masa transversal es una cantidad definida por su utilidad, ya que es invariante ante transformaciones de Lorentz a lo largo de la dirección z.  En unidades naturales es:
{\displaystyle m_{T}^{2}=m^{2}+p_{x}^{2}+p_{y}^{2},}
donde la dirección z se encuentra a lo largo del haz. Por lo tanto px y py son los momentos perpendiculares al haz; m es la masa.
Los físicos que se estudian las colisiones de hadrones utilizan otra definición para la masa transversal, en el caso del decaimiento en dos partículas:
{\displaystyle M_{T}^{2}=(E_{T,1}+E_{T,2})^{2}-(\mathbf {p} _{T,1}+\mathbf {p} _{T,2})^{2},}
donde ET es la energía transversal de cada partícula hija, una cantidad positiva definida usando su masa invariante verdadera m como:
{\displaystyle E_{T}^{2}=m^{2}+(\mathbf {p} _{T})^{2}.}
Entonces, equivalentemente,
{\displaystyle M_{T}^{2}=m_{1}^{2}+m_{2}^{2}+2\left(E_{T,1}E_{T,2}-\mathbf {p} _{T,1}\cdot \mathbf {p} _{T,2}\right).}
Para partículas hijas sin masa, en las que m1 = m2 = 0, la energía transversal se simplifica a ET = |pT|, y la masa transversal resulta
{\displaystyle M_{T}^{2}\rightarrow 2E_{T,1}E_{T,2}\left(1-\cos \phi \right),}
donde ϕ es el ángulo entre las partículas hijas y el plano transversal.
La distribución de MT tiene su final en la masa verdadera de la partícula madre: MT ≤ M. Esto se ha utilizad para determinar la masa del bosón W en el Tevatron.